# Casa al carrer Marquès de Palmerola, 15 (les Masies de Voltregà)
La Casa al carrer Marquès de Palmerola, 15 és una obra de les Masies de Voltregà (Osona) inclosa a l'Inventari del Patrimoni Arquitectònic de Catalunya.

## Descripció
Edifici entre mitgeres, de planta baixa i dos pisos. La façana principal ha estat reformada, però s'han conservat dues finestres quadrades, amb brancals de pedra i una llinda d'un sol carreu al primer pis, i també dues llindes de pedra que devien correspondre a dues obertures de la façana anterior, que s'han incorporat a la nova façana com a element decoratiu. La façana acaba amb una barbacana sostinguda per mènsules de fusta que ha estat també restaurada.

## Història
Aquesta casa, originàriament del segle xviii, forma part del grup de cases que es construïren amb relació al Santuari de La Gleva, situada en un carrer molt proper al camí ral que anava de Barcelona a Puigcerdà.